# Celia Calderón
Celia Calderón (Guanajuato, México, 10 de febrero de 1921-Ciudad de México, 9 de octubre de 1969), fue una artista mexicana conocida por su trabajo de grabado, al igual que por sus óleos y acuarelas. Formó parte de la Sociedad Mexicana de Grabadores, del Taller de Gráfica Popular y del Salón de la Plástica Mexicana.

## Biografía
Celia Calderón nació en el estado de Guanajuato en 1921, hija de Félix Calderón y Enedina Olvera. Asistió a la Escuela Nacional de Artes Plásticas y al taller de Francisco Díaz de León para aprender grabado. Recibió una beca del consulado británico para que finalizara sus estudios en la Slade School of Fine Art en Londres.
Celia Calderón participó y destacó dentro de un gran número de grupos y sociedades artísticas a lo largo de su carrera. Asimismo, tuvo la oportunidad de realizar viajes y conseguir becas que señalan el reconocimiento que sus contemporáneos daban a su trabajo y que la distinguen como una artista inquieta y dinámica. Varios de sus alumnos la describen como una mujer de carácter fuerte, que exigía al mismo tiempo en que se comprometía con los estudiantes. 
Calderón ingresó a la Escuela Nacional de Artes Plásticas (ENAP) en 1942. Tras ganar un primer premio en dibujo, la Universidad Nacional Autónoma de México (UNAM) la becó para continuar su formación en la Escuela de Artes del Libro. Tan sólo cuatro años después inició su carrera como maestra en la Academia de San Carlos, donde enseñó principalmente grabado, y, en menor medida, pintura y dibujo. También fue profesora en las escuelas dependientes del Instituto Nacional de Bellas Artes (INBA). En ese mismo año fundó, junto con otros compañeros, la Sociedad para el Impulso de las Artes Plásticas.  En 1947 se le invitó a unirse a la Sociedad Mexicana de Grabadores (SMG) y fue miembro fundador del Salón de la Plástica Mexicana en 1949 del que recibió el Premio de Invierno en 1955. 
Una nueva oportunidad para viajar al extranjero se le presentó en 1950, cuando le fue otorgada una beca para estudiar en la Slade School of Art de Londres, financiada por el Instituto Nacional de Bellas Artes (INBA) y el Instituto Británico. Según Bajonero, fue en ese tiempo que perfeccionó su técnica de grabado en metal. Ese mismo año participó en la Primera Bienal Interamericana.
Calderón ingresó al TGP durante la primera mitad de los años cincuenta. Si bien un considerable número de artistas que fueron miembros de paso en el Taller y se desarrollaban a la sombra de sus más reconocidos y carismáticos integrantes, ese no fue su caso. Leopoldo Méndez señaló la gran creatividad de Celia, equiparándola con Ángel Bracho y Pablo O’Higgins, como artistas que se caracterizan por una gran personalidad artística. El reconocimiento de sus compañeros le valió ser elegida para viajar y estudiar en la Unión Soviética y en la República Popular China, lo cual era una oportunidad particularmente inusual. Además de exponer en el Centro de Artistas de Pekín, Celia conoció los talleres de varios artistas chinos prominentes, con quienes trabajó intensamente. Durante 1963 adquirió mayor liderazgo pues junto a Elizabet Catlett y Mercedes Quevedo formaron la directiva del Taller de Gráfica Popular.  

## Obra y exposiciones
En 1947, Celia fue invitada a unirse a la Sociedad Mexicana de Grabadores y en 1952, al Taller de Gráfica Popular. Su habilidad con las acuarelas le consiguió un puesto de profesora en la Academia de San Carlos empezando en 1946.
Gracias a una invitación de la Unión Soviética, viajó a Asia y expuso su trabajo en Pekín.
En 1955 ganó el premio de Salón de Invierno por parte del Salón de la Plástica Mexicana del cual, ella fue una de las fundadoras.
Es conocida por su trabajo gráfico, aunque también lo fue como pintora con óleos y acuarelas. Su trabajo de grabado emplea un número de técnicas usado especialmente en litografías. Su obra con acuarelas fue elogiado por el crítico de arte Justino Fernández, considerado el padre de la historia del arte Mexicana. Sus imágenes consistieron principalmente en personajes populares con su trabajo gráfico, enfocándose en héroes Mexicanos.

## Muerte
Su última residencia fue en General Molino del Campo n.º 53 en Tacubaya. Se suicidó el 9 de octubre de 1969 en la Academia de San Carlos de un tiro en la cabeza.